# 嚴經
嚴經（1462年—？），字道卿，号芥舟，直隸蘇州府吳縣人，民籍，明朝政治人物，官至河南彰德府知府。

## 生平
弘治八年（1495年）乙卯科應天府鄉試六十三名。弘治九年（1496年）聯捷丙辰科進士。官南京刑部主事，历升员外郎、郎中，出官吉安府、彰德府知府。

## 家族
曾祖嚴肅；祖父嚴世傑；父嚴文瑛，母金氏。具慶下。